# Mosquée du Sultan Al-Muayyad
La mosquée du sultan al-Mu'ayyad (arabe : مسجد السلطان المؤيد </link>) est une mosquée du Caire, en Égypte, à côté de Bab Zuwayla, construite sous le règne du sultan Al-Mu'ayyad Sayf ad-Din Shaykh dont elle tire son nom, « Al-Mu'ayyad », signifiant Le Supporteur en langue arabe. La construction commença en 1415 et la mosquée fut achevée en 1421. Le complexe comprenait une mosquée du vendredi et une madrasa pour quatre madhhabs. Il a remplacé une prison qui se trouvait à l'origine à côté de Bab Zuwayla.

## Histoire

### Sultan al-Mu'ayyad
Conformément à la coutume mamelouke, al-Mu'ayyad Shaykh a été acheté par le sultan Al-Malik Az-Zahir Sayf ad-Din Barquq quand il avait dix ou douze ans. À l'âge adulte, il a servi pendant dix ans comme gouverneur de Tripoli sous le règne du sultan An-Nasir Naseer ad-Din Faraj.
L'historien Al-Maqrizi raconte que le futur sultan al-Mu'ayyad a été emprisonné lorsqu'il était émir sous le sultan Faraj dans une geôle que la mosquée a remplacée. Shaykh a tellement souffert des puces et des poux pendant son emprisonnement qu'il a juré qu'il transformerait la prison en « un lieu saint pour l'éducation des érudits » s'il arrivait un jour au pouvoir. Fidèle à sa parole, lorsqu'il devint sultan, il ordonna la construction de la mosquée.
En 1412, Shaykh aida à renverser le sultan Faraj et, six mois plus tard, il prit le pouvoir et devint le nouveau sultan. Il prit le titre d'al-Mu'ayyad et commença à étendre son empire sur les territoires voisins. En tant que sultan, al-Mu'ayyad a mené avec succès un certain nombre de campagnes dans le nord de la Syrie et a combattu ses voisins turkmènes en Anatolie. Il s'avança jusqu'à Konya avant de devoir retourner au Caire. Le règne du sultan al-Mu'ayyad fut en proie à des troubles : la peste bubonique, la dévaluation de la monnaie et les bédouins rebelles perturbèrent son règne. Malgré cela, le sultan a quand même réussi à superviser la construction de la mosquée, qui est aujourd'hui reconnue comme l'un des monuments emblématiques du Caire.
Sous le parrainage du sultan, la madrasa de la mosquée est devenue l'une des institutions universitaires les plus importantes du Caire au XVe siècle. La somptueuse dotation laissée par le sultan à sa mort a permis à la madrasa d'embaucher comme professeurs les savants les plus éminents de l'époque. Le spécialiste coranique le plus célèbre d'Égypte, Ibn Hajar al-'Asqalani, a enseigné la jurisprudence shafi'ite à la madrasa.
Le sultan al-Mu'ayyad Shaykh mourut en 1421, onze ans après avoir pris le pouvoir. Tout au long de son règne, il acquiert une réputation d'homme humble et de grand mécène de l'architecture du Caire.
À sa mort, le sultan a laissé derrière lui plusieurs monuments religieux et laïcs, dont une khanqah à Gizeh, des palais le long du Khalij el-Arab et du Nil, ainsi que la mosquée du sultan al-Mu'ayyad.

### Construction
La construction de la mosquée commença en mai 1415. Le projet était ambitieux, coûtant au sultan 40 000 dinars entre le début et l'achèvement. Selon al-Maqrizi, trente constructeurs et cent ouvriers ont travaillé sur la structure pendant sept ans. La mosquée a nécessité une telle quantité de marbre qu’une partie a été prélevée sur des structures préexistantes. Outre le marbre, de nombreuses autres parties de la mosquée ont été remployés d'autres bâtiments, et notamment les colonnes de la mosquée, une magnifique porte et un lustre en bronze. La porte et le lustre en sont des exemples particulièrement célèbres ; tous deux proviendraient de la mosquée-madrassa du sultan Hassan. Toucher à une mosquée était illégal et donc prendre la porte et le lustre équivalait à un vol, malgré les dons que le sultan avait faits à l'ancienne mosquée.
Bien que le complexe religieux ne fut totalement achevée qu'en 1422, une inauguration eut lieu en novembre 1419 pour célébrer la nouvelle mosquée.
Malgré l'achèvement "officiel" de la construction, un certain nombre de structures prévues dans les plans originaux n'ont jamais été construites. Le dôme du second mausolée adossé à la mosquée n'a jamais été bâti. Un bâtiment annexe destiné à servir de dortoir aux étudiants soufis qui étudiaient à la madrasa n'a pas été construit, malgré une allocation de 20 000 dinars à leur intention. Les archives de la mosquée ne permettent pas de savoir si les dortoirs soufis ont été achevés comme prévu, bien que les étudiants aient formellement eu un espace dans lequel vivre.

### Concept
La mosquée était destinée à servir de complexe funéraire et à être utilisée lors des prières du vendredi, mais son objectif principal était celui de madrasa pour les étudiants soufis, selon le récit d'al-Maqrizi. L'école coranique était consacrée à l'étude de textes charia Hanafi, Shafi'i, Maliki et Hanbali. Selon les documents originaux de la mosquée, la madrasa devait abriter cinquante Hanafis, quarante Shafi'is, quinze Malikis et dix Hanbalis, ainsi que leurs professeurs et imams respectifs. Il y avait également deux classes de vingt élèves chacune pour les étudiants de tafsir et de Hadith, et deux autres de dix chacune pour les étudiants de récitation du Coran et d'études juridiques, selon le juriste Hanafi al-Tahawi.

## Architecture et apparence

### Extérieur

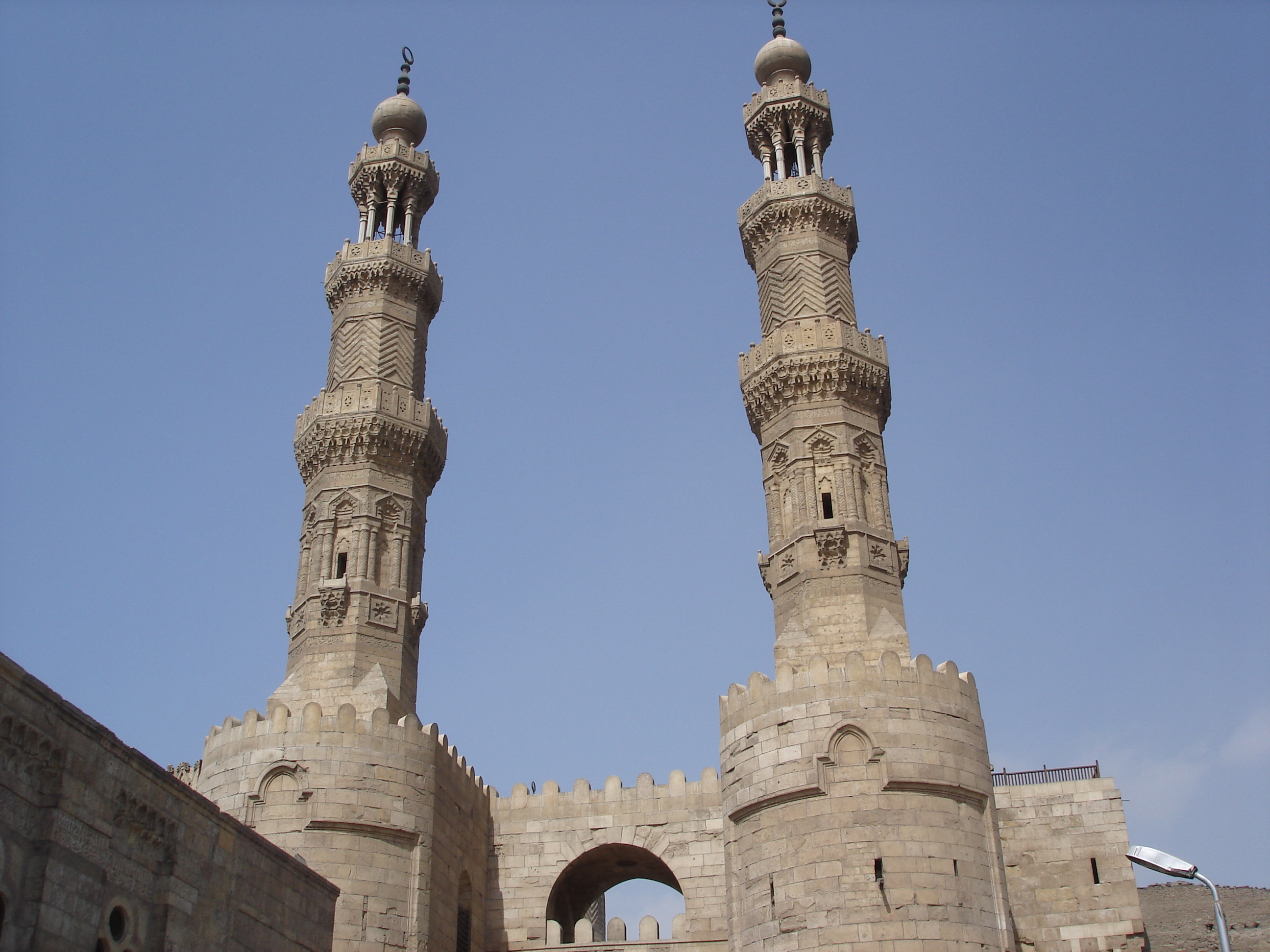
Les minarets de la mosquée, construits au sommet de la porte de l'époque fatimide, Bab Zuweila

La mosquée du sultan al-Mu'ayyad fut la dernière grande mosquée hypostyle construite au Caire.
A l'origine, elle comportait quatre façades et entrées. Au fil du temps, la mosquée est tombée en ruine et aujourd'hui, seules la façade orientale et la salle de prière sont d'origine. Une grande partie de ce que l’on peut voir aujourd’hui a été restauré au cours des deux derniers siècles et ne correspond pas forcément à l’apparence originale de la mosquée.
Pour construire la mosquée, il a fallu démolir une partie du mur fatimide qui servait d'enceinte au vieux-Caire ; cependant, une ancienne section du mur a été découverte dans la structure-même de la mosquée et peut être désormais observée par les visiteurs.
Les deux tours de la porte voisine de Bab Zuweila, situées dans le mur d'origine, ont été sauvées de la démolition et servent de base aux deux minarets restants de la mosquée, ce qui en fait une caractéristique inhabituelle et unique de ce complexe de mosquée.

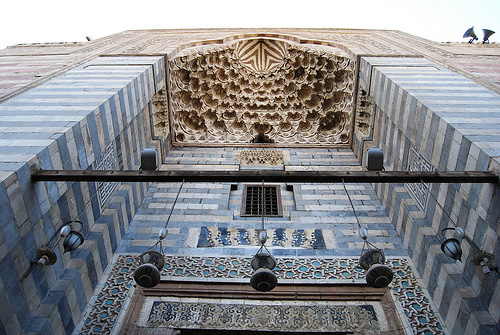
Le portail principal de la mosquée

Le portail principal, ou muqarnas, est situé dans un pistaq, ou cadre rectangulaire, qui s'élève au-dessus de la façade de la mosquée.
Ce fut le dernier grand portail construit à l'époque mamelouke ; il est encastré dans le corps de la mosquée et décoré de bandes de marbre finement sculptées et orné de calligraphies coufiques sculptées. Le marbre était sculpté selon un motif géométrique et rehaussé de pierres polychromes et de stucs colorés en haut relief.
La porte principale est un chef-d'œuvre de bronze provenant de la mosquée-madrassa du sultan Hassan, tandis que le dôme est un exemple typique de maçonnerie en pierre mamelouke, avec une base cylindrique et un motif en zigzag sculpté.
Les façades d'origine étaient particulièrement hautes pour l'époque, en raison de la hauteur supplémentaire ajoutée par les tours fatimides à la base des minarets.
Les façades étaient décorées de deux rangées de fenêtres, et des magasins étaient adossés à chaque mur de la mosquée et subsistent aujourd'hui. Ces magasins jouent un rôle important dans le fonctionnement de la mosquée, puisqu'un pourcentage de leurs revenus est consacré à l'entretien du bâtiment et de son personnel.
À l'origine, la mosquée devait comprendre une paire symétrique de mausolées en forme de dôme flanquant la salle de prière ; ce projet ambitieux fut refreiné lorsque la coupole du second mausolée ne fut pas achevée.
De part et d'autre de la salle de prière se trouvent des chambres funéraires, abritant les tombes du sultan et de son fils dans l'une et des femmes de la famille du sultan dans l'autre. La chambre du sultan est protégée par un plafond en forme de dôme, comme initialement prévu, alors que la chambre des femmes présente un plafond plat et uni. Ce dôme est une copie réduite des dômes jumeaux de Faraj ; en raison de la grande taille de la mosquée, le dôme semble disproportionnellement petit dans son environnement.

### Intérieur

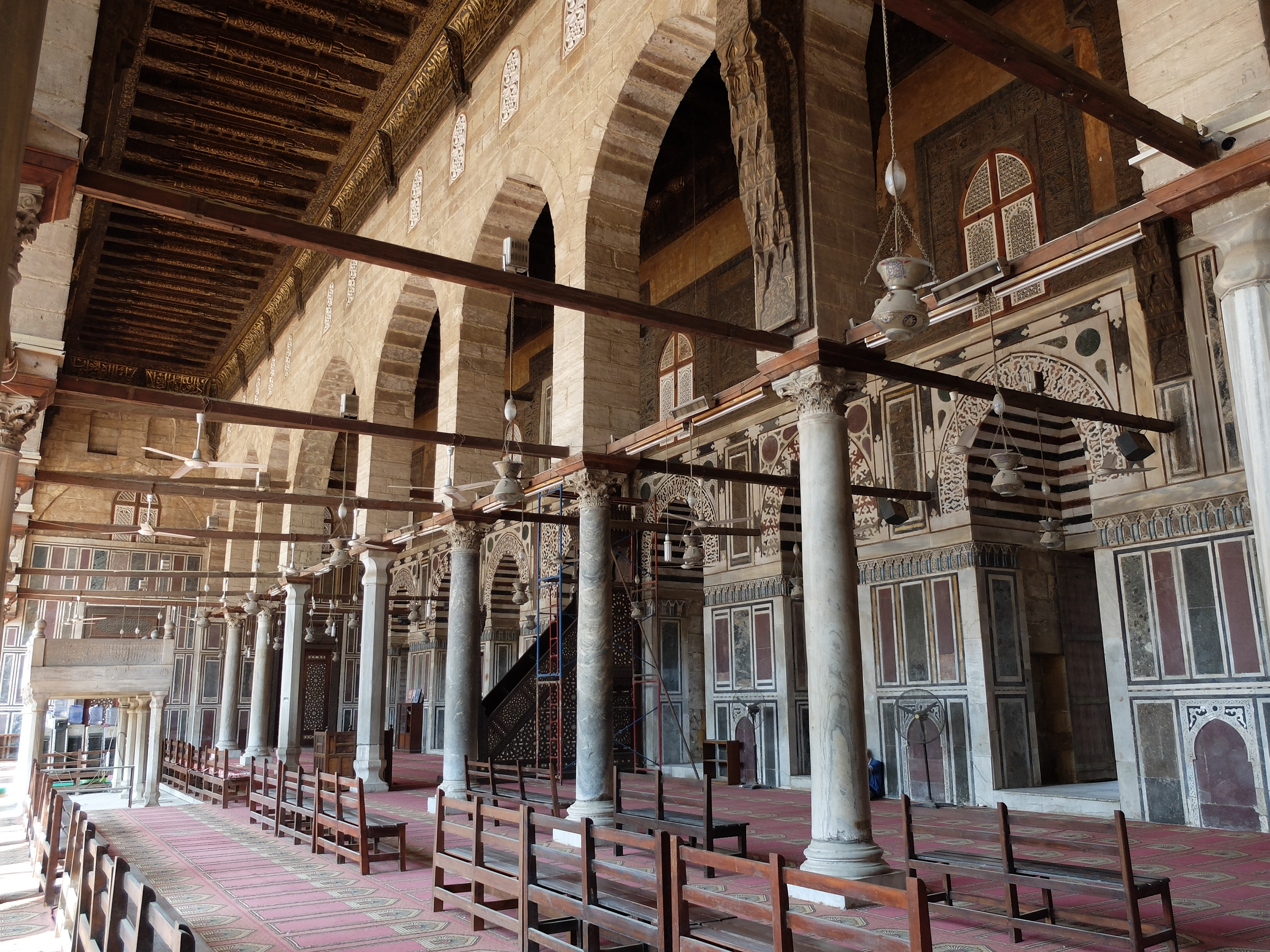
Le sanctuaire (salle de prière) de la mosquée

La salle de prière de la mosquée était l'un des plus richement décorés de son époque ; les ornements muraux étaient limités à la salle de prière, qui était décorée de marbre polychrome, d'une hauteur suffisante pour couvrir les ouvertures des niches et le mihrab.
Les colonnes de marbre sont de style préislamiques et sont de tailles et de formes diverses, provenant d'anciens bâtiments du Caire et environnants.
Les sols du sanctuaire et de la cour étaient pavés de marbre polychrome, bien que les riwaqs mineurs soient pavés de pierre.
La salle de prière comprend deux fenêtres aveugles décorées l'une dans le style andalou, l'autre dans le style marocain, l'une d'un motif géométrique et l'autre d'un motif floral.

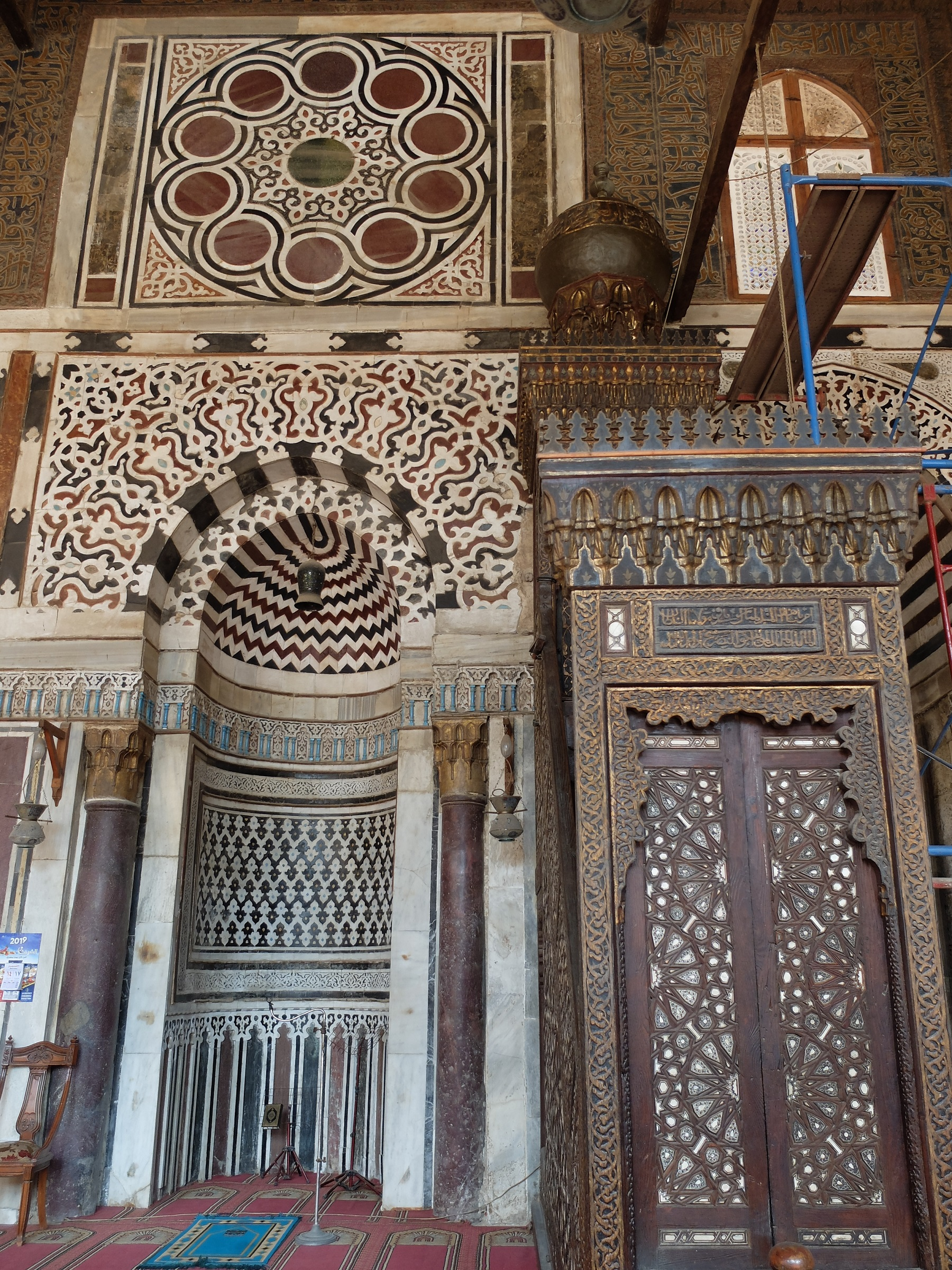
Le mihrab, recouvert de décors ouvragés de marbre noir et blanc, et le minbar en bois (à droite)

Le mihrab et le minbar sont tous deux décorés dans un style typique de l'époque. Le minbar est décoré de portes et de panneaux en bois finement sculptés, et au-dessus du minbar se trouve une grande rosace en marbre polychrome. Ceci est particulièrement unique car ce type de décor est généralement utilisé au sol plutôt que sur un mur.

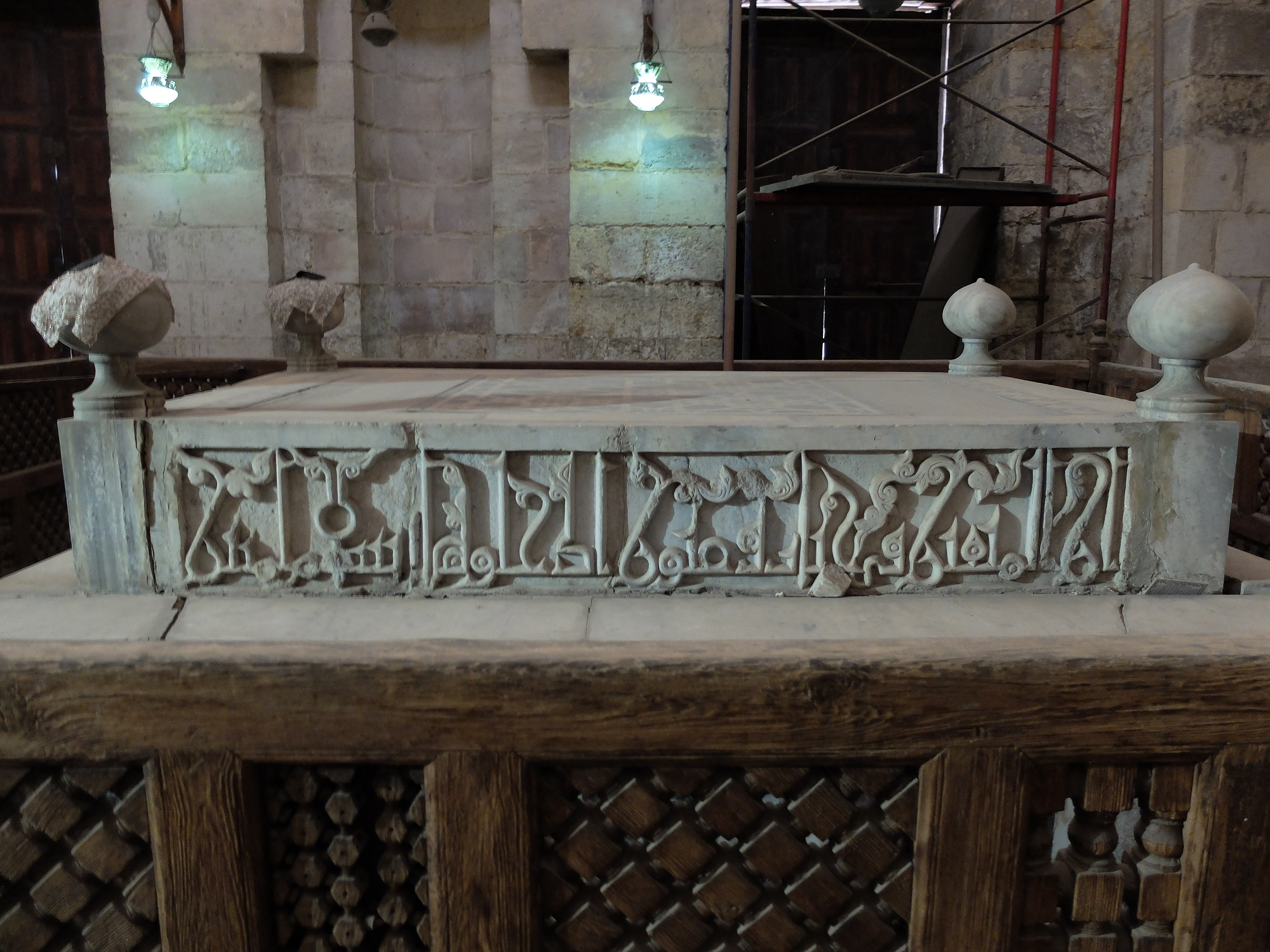
Le cénotaphe en marbre d'al-Mu'ayyad. En raison du style visuel de la sculpture coufique, on pense qu'elle est d'origine fatimide antérieure et donc recyclée pour cette tombe.

Les chambres funéraires sont en grande partie dépouillées d'ornement, bien qu'il y ait des cénotaphes en marbre sculptés. Le plus grand de ces cénotaphes est illustré d'une citation du Coran en écriture coufique disant : « Ceux qui évitent le mal seront parmi les jardins et les fontaines : entrez-y en paix et en sécurité » (Coran 15 : 45-46). La graphie des inscriptions coufiques sculptées permet de les dater de la période fatimide, ce qui signifie qu'al-Mu'ayyad l'a probablement récupéré d'un bâtiment antérieur.
Les deux chambres funéraires ont des mihrabs peu profonds en leurs murs, faisant face aux petits riwaqs. Ces mihrabs étaient probablement utilisés par les personnes priant dans chaque riwaq, notamment en cas de surnombre aux grandes heures de prière.
La Mosquée bénéficiait d'une grande bibliothèque de plusieurs salles, connue pour sa collection de livres. La majorité des livres de la bibliothèque provenaient directement de la collection royale de la Citadelle. Cinq cents autres ouvrages avaient été offerts par le secrétaire particulier du sultan, Muhammad al-Barizi. Pour cette contribution, le fils d'al-Barizi a été nommé prédicateur et bibliothécaire de la mosquée. Des dons similaires à celui-ci étaient courants parmi les membres éminents de la haute administration, dans l'espoir d'obtenir la même faveur de la part du sultan.
La mosquée possède un pavillon remarquablement grand par rapport aux autres mosquées de la région, avec une fontaine d'ablutions au centre. La fontaine d'origine aurait été dotée de colonnes de marbre surmontées d'un dôme en bois doré au-dessus d'un auvent, ajoutant à la splendeur du bâtiment. à l'ouest de la mosquée se trouvent les ruines d'un hammam qui se trouvait dans les fondations de la mosquée.

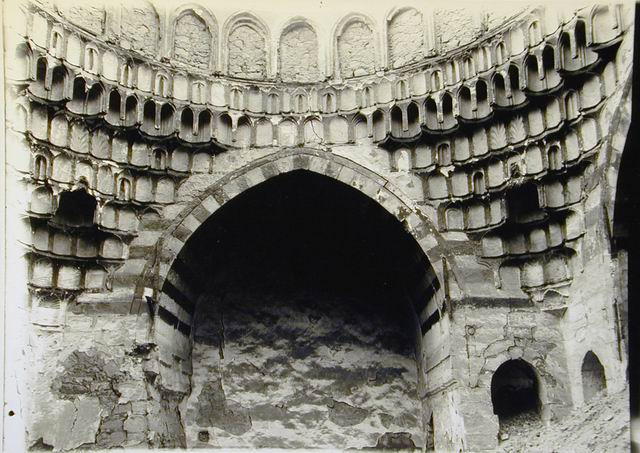
Les restes d'une chambre en forme de dôme dans le hammam de la mosquée al-Mu'ayyad, photographiés en 1919

A l'intérieur des minarets se trouvent des cartouches sculptés signés et datés par l'architecte. C'est particulièrement rare ; il est peu commun qu'un architecte laisse son empreinte sur un bâtiment à cette époque. Le minaret oriental indique que la « ma'dhana » (ou minaret) a été construite par Muhammad Ibn al-Qazzaz et achevée en août 1419.
Le minaret ouest est légèrement différent ; on lit que le sultan al-Mu'ayyad a ordonné la construction de deux « manars » (minarets), qu'ils ont été exécutés par Muhammad Ibn al-Qazzaz et achevés en août 1420.
Les érudits ne comprennent pas pourquoi deux termes différents pour le mot minaret ont été employés dans chaque inscription, et cela reste un petit mystère du bâtiment. Il y avait aussi un troisième minaret au portail ouest de la rue, mais il tomba en ruine et ne fut jamais reconstruit.

## Rénovations

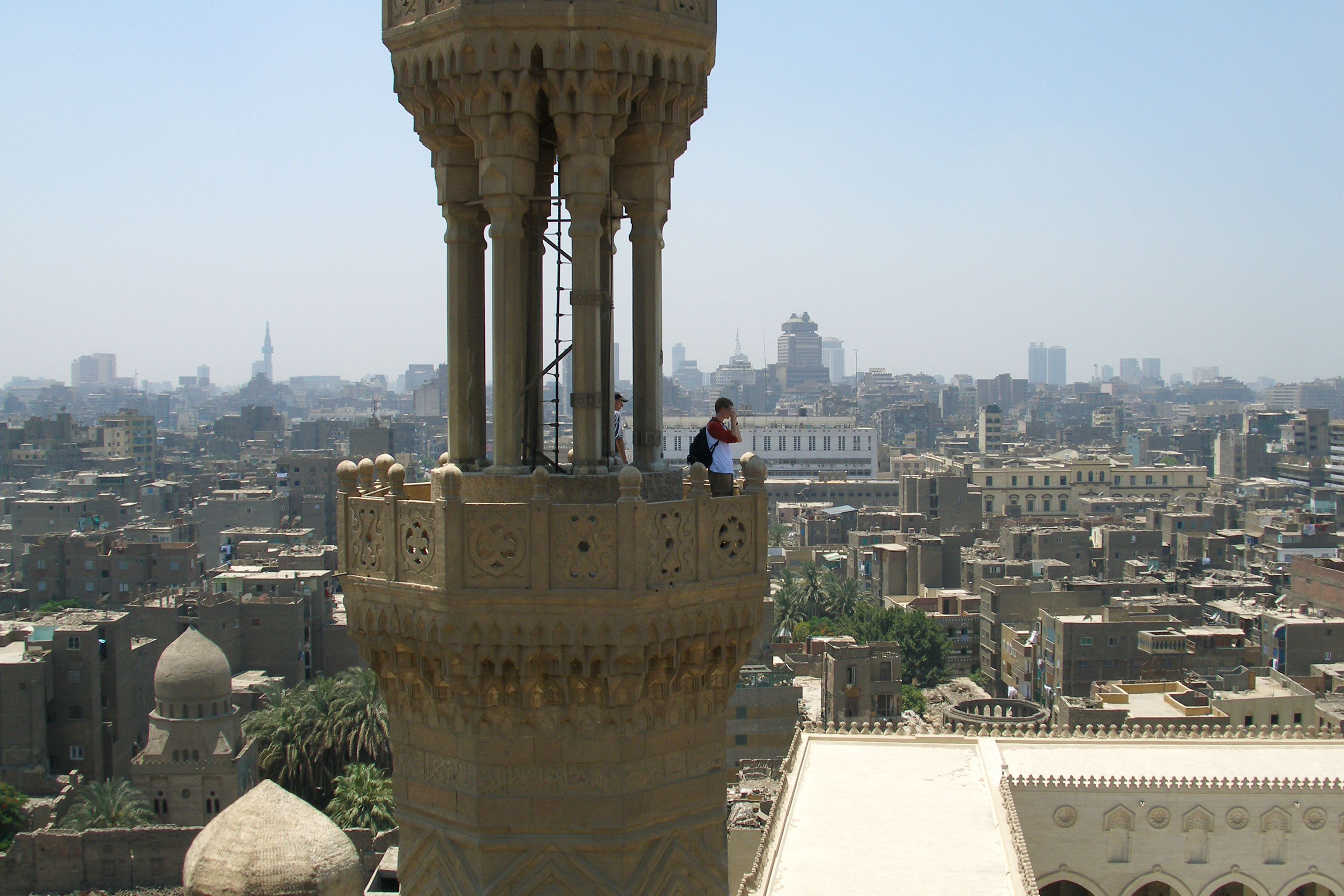
Vue depuis les minarets

Au fil de son histoire, la mosquée a subi d'importantes modifications. Très tôt, une réhabilitation s'est avérée nécessaire. Selon al-Maqrîziy, le minaret oriental a dû être démoli et reconstruit dès 1418 en raison de l'instabilité structurelle des fondations de la tour. Un autre minaret de trois étages se dressait au portail ouest, dans une rue latérale ; il s'effondra en 1427 au cours du règne du sultan Barsbay mais fut immédiatement reconstruit.
Au cours du XIXe siècle, la mosquée es tombée dans un tel état de délabrement que tout ce qu'il en restait était une façade, la salle de prière et les mausolées. Ibrahim Pasha, le fils de Muhammad 'Ali, engagea des restaurations à la fin des années 1830 et 1840, incluant la pose de tuiles turques sur le mur de la qibla. A la fin du XIXe siècle, le Comité de Conservation des Monuments de l'Art Arabe reconstruisit la façade ouest et transforma la cour intérieure en jardin.
En 2001, la mosquée a de nouveau bénéficié d'une restaurations, cette fois sur instruction du ministère égyptien de la Culture. Ces restaurations ont supprimé le jardin de la cour et reconstruit la majorité de la mosquée, y compris les arcades qui faisaient défaut autour de la cour.
Cette restauration de la mosquée est désormais aboutie, toutefois, l'ensemble architectural tel qu'il est visible aujourd'hui n'est pas nécessairement ce à quoi ressemblait la mosquée originelle.

## Voir également
- Listes de mosquées
- Liste des mosquées en Afrique
- Liste des mosquées en Egypte
- Liste des monuments historiques du Caire
- Maristan d'al-Mu'ayyad
- Architecture mamelouke